# حرفی از ته دل
حرفی از ته دل (کره‌ای: 따뜻한 말 한마디) مجموعه تلویزیونی محصول کره جنوبی در سال ۲۰۱۳ با بازی هان هه جین، جی جین هی، کیم جی سو و لی سانگ وو است. این مجموعه از ۲ دسامبر ۲۰۱۳ تا ۲۴ فوریه ۲۰۱۴، روزهای دوشنبه و سه‌شنبه ساعت ۲۱:۵۵ (کی‌اس‌تی) از اس‌بی‌اس برای ۲۰ قسمت پخش شد.

## بازیگران

### اصلی
- هان هه جین در نقش نا اون جین[۱][۲]
- جی جین هی در نقش یو جه هاک
- کیم جی سو در نقش سونگ می کیونگ[۳][۴][۵][۶]
- لی سانگ وو در نقش کیم سونگ سو[۷][۸]